# Florejacs
Florejacs és una entitat de població del municipi de Torrefeta i Florejacs, a la comarca de la Segarra, a l'extrem occidental del terme. El nucli antic conserva l'estil medieval de carrers estrets i entortolligats. El 2018 tenia 53 habitants. Evacua les aigües pluvials pels barrancs del Joncar i Gravet.
Va formar un municipi independent fins a la fusió amb Torrefeta, el 1972. L'antic terme incloïa els pobles de Gra, Granollers de Segarra, la Morana, Palou de Sanaüja, Sant Martí de la Morana, Selvanera i les Sitges.

## Història
El nom (que significa «fortalesa de les flors») ve d'una traducció ibera, ja que la zona està poblada des de la prehistòria. Els romans van canviar el topònim i van fer-hi assentaments temporals, però no va ser fins a l'edat mitjana que el poble va adquirir pes, amb la presència dels senyors feudals de les cases d'Agulló i Pilós. La muralla del castell servia de límit de la població, fins que el creixement demogràfic va obligar a construir cases fora dels murs. A l'època contemporània va patir el despoblament rural típic de la regió, amb una forta emigració cap a la ciutat, tot i que la situació sembla estabilitzar-se, entre 2005 i 2008 va guanyar quatre habitants (increment del 8 %).

## Llocs d'interès
- Castell de Florejacs, amb una torre de defensa i convertit en una casa senyorial.
- Església neoclàssica de Santa Maria.
- Castell de les Sitges, fora del nucli.